# ルーシー・M・ボストン
ルーシー・M・ボストン（Lucy Maria Boston, 1892年12月10日 - 1990年7月30日）は、英国の女性児童文学作家。

## 略歴
ランカシャー州（現マージーサイド州）サウスポートにルーシー・ウッドとして生まれ、サセックス海岸の女子寄宿学校に学ぶ。1917年ハロルド・ボストンと結婚、夫と別れた後、1939年にケンブリッジシャー州ヘミングフォード・グレイのマナーハウスに転居。60歳を過ぎてから「グリーン・ノウ」シリーズを書き始める。『グリーン・ノウのお客さま』でカーネギー賞を受賞。
林望が英国に留学した際、ボストンの家に下宿していたことでも知られる。

## 日本語訳書
- 『海のたまご』（猪熊葉子訳、大日本図書） 1969年、のち岩波少年文庫
- 『リビイが見た木の妖精』（長沼登代子訳、岩波少年文庫） 1980年10月
- 『みどりの魔法の城』（定松正訳、大日本図書） 1980年12月
- 『意地っぱりのおばかさん ルーシー・M・ボストン自伝』（立花美乃里訳、福音館書店） 1982年11月
『メモリー ルーシー・M・ボストン自伝』（立花美乃里, 三保みずえ共訳、評論社） 2006年5月
- 『ボストン夫人のパッチワーク』（林望訳、平凡社） 2000年10月
- 『ふしぎな家の番人たち』（卜部千恵子訳、岩波書店） 2001年7月

### 「グリーン・ノウ」シリーズ
- 『まぼろしの子どもたち』（瀬田貞二訳、学習研究社） 1968年、のち偕成社文庫
『グリーン・ノウの子どもたち グリーン・ノウ物語 1』（亀井俊介訳、評論社） 1972年
- 『グリーン・ノウのお客さま』（亀井俊介訳、評論社） 1968年
- 『グリーン・ノウの魔女 グリーン・ノウ物語 5』（亀井俊介訳、評論社） 1969年
- 『グリーン・ノウの川 グリーン・ノウ物語 3』（亀井俊介訳、評論社） 1970年
- 『グリーン・ノウの煙突 グリーン・ノウ物語 2』（亀井俊介訳、評論社） 1977年10月
- 『グリーン・ノウの石』 （亀井俊介訳、評論社） 1981年8月